# James Strachey
Pour les articles homonymes, voir Strachey.
James Beaumont Strachey, né le 26 septembre 1887 à Londres et mort le 25 avril 1967 à High Wycombe, est un psychanalyste britannique. Il est connu comme traducteur et éditeur des œuvres psychanalytiques de Freud, la Standard Edition.

## Biographie

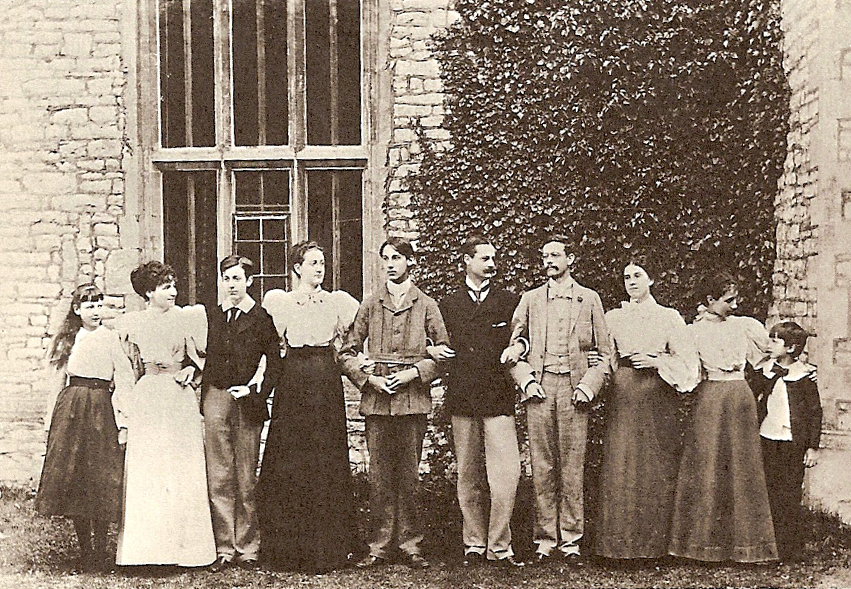
Fratrie Strachey. James est tout à fait à droite

James Strachey naît au 69 Lancaster Gate, Londres, dans une famille de la upper middle class britannique. Son père, Richard Strachey, après une formation d'ingénieur, réalise d'abord une carrière militaire, puis d'administrateur colonial en Inde, notamment comme sous-secrétaire au Public Works Department à Calcutta, et comme membre du Conseil de l'Inde.. Sa mère est l'écrivaine Jane Strachey, très engagée dans les mouvements féministes, notamment la Women's Local Government Society qu'elle a présidée, et les National Union of Women's Suffrage Societies. James est le plus jeune d'une nombreuse fratrie qui comprend également Lytton Strachey, cofondateur du Bloomsbury Group, Oliver Strachey, cryptographe durant la Seconde Guerre mondiale, l'écrivaine Dorothy Bussy, Pernel Strachey, directrice du Newnham College à Cambridge et Philippa Strachey, féministe. Il est également le beau-frère de Ray Strachey, écrivaine et personnalité féministe. 
Jusqu'à l'âge de dix ans, il reçoit une éducation littéraire soignée à domicile, puis il est pensionnaire à partir de 1897 à Hillbrow School, près de Rugby, où son cousin Duncan Grant est lui aussi pensionnaire. Il est ensuite externe dans une école à Londres jusqu'en 1905, où il commence ses études universitaires à Trinity College (Cambridge) où il se lie en première année d'étude avec Rupert Brooke. Il rejoint une société secrète d'étudiants, la « Conversazione Society », également connue comme les Cambridge Apostles, que fréquentent aussi Leonard Woolf et John Maynard Keynes. Il obtient son diplôme sans mention et se fait embaucher au magazine The Spectator, dont son cousin, John St Loe Strachey est rédacteur en chef. Alors qu'il suit les activités de la Society for Psychical Research, il  découvre le livre de l'un des fondateurs de la société, Frederic William Henry Myers, The Future of Science, qui fait référence aux travaux de Sigmund Freud. Il s'intéresse alors à la psychanalyse et lit quelques textes de Freud.

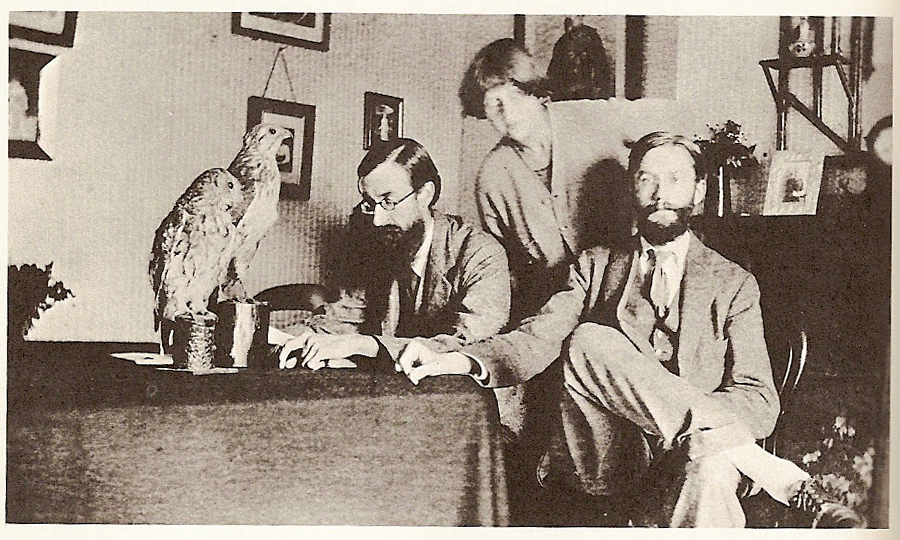
Lytton Strachey, Dora Carrington et à droite, James Strachey.

Il est membre cofondateur du Bloomsbury Group. Il est d'abord épris de Noel Olivier, fille d'un responsable de la Fabian Society, puis se lie durablement avec Alix Sargant-Florence. Ils s'installent au 41 Gordon Square, Bloomsbury en 1919, puis se marient à St Pancras le 20 juin 1920 et partent quelques mois plus tard pour Vienne, où James souhaite rencontrer Freud. Il a en effet demandé à Ernest Jones de l'introduire auprès de Freud, et celui-ci avait recommandé Strachey à Freud, en lui indiquant son double désir de devenir analyste et traduire des textes psychanalytiques en anglais. Avant son séjour à Vienne, James Strachey avait en effet déjà traduit en grande partie Psychologie des masses et analyse du moi. Ses séances d'analyse avec Freud sont souvent consacrées à discuter des points de la traduction de textes de psychanalyse qu'il réalise avec Alix Strachey.

## Activités éditoriales et de traduction

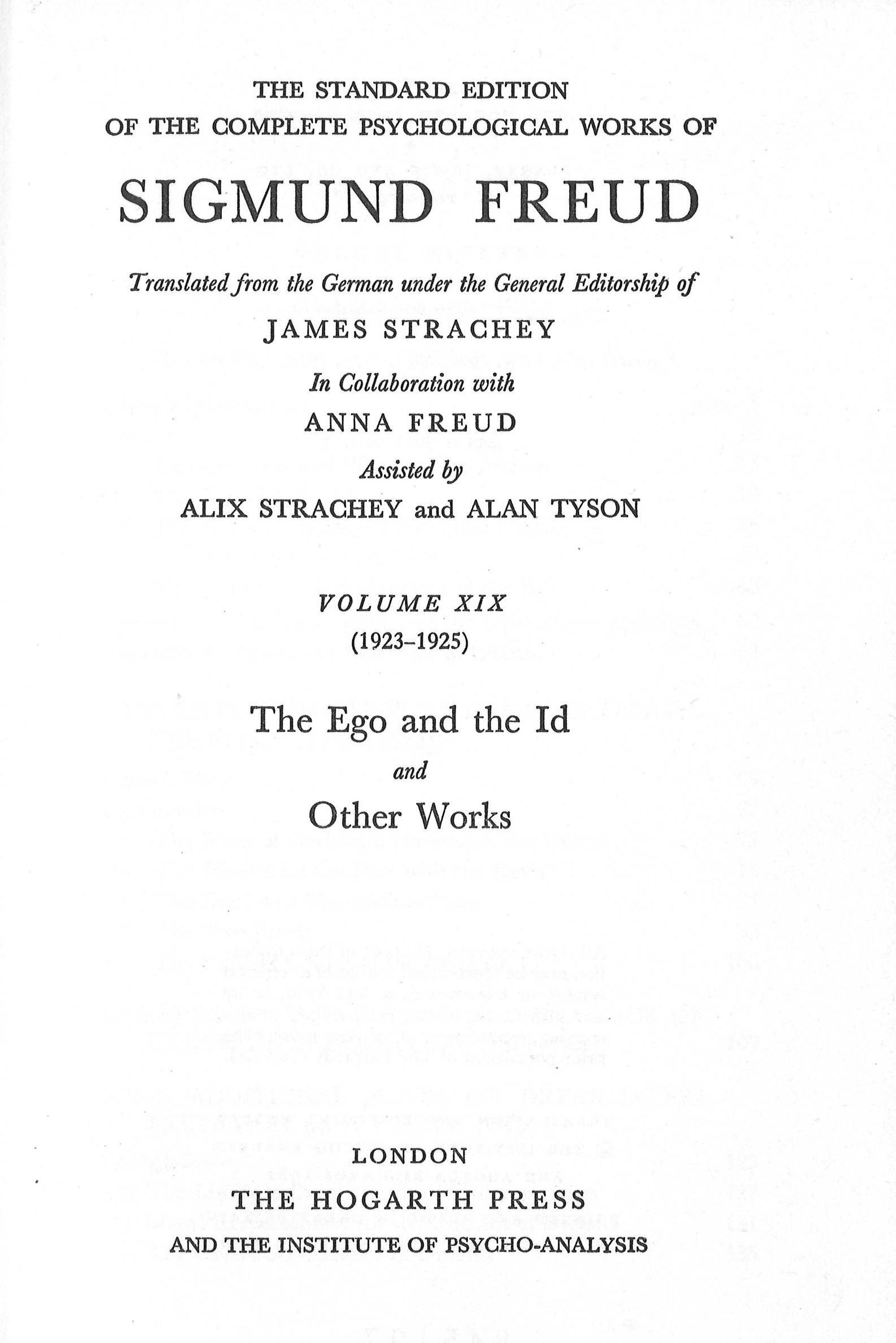
La Standard Edition

À son retour à Londres, il commence une analyse avec James Glover, interrompue par la mort de celui-ci en 1926. Il poursuit quelques activités analytiques, en étant notamment l'analyste de Donald Winnicott. Il est également rédacteur en chef de The International Journal of Psychoanalysis de 1940 à 1945.
Mais sa grande œuvre est incontestablement l'édition de la Standard Edition, qu'il mène notamment avec Alix Strachey. La parution des 24 volumes s'échelonne de 1953 à 1966, peu avant sa mort. James et Alix Strachey se consacrent presque exclusivement à cette tâche, s'efforçant de constituer un lexique scientifique et unifié de la langue de Freud. Cette édition est une référence pour les traductions en langue française, germanique et espagnole, souvent établies en appui sur l'apparat critique de la version anglaise. 
En 1956, Alix et James se retirent à la campagne, à Lord's Wood, Marlow, dans le Buckinghamshire, où il meurt des suites d'une crise cardiaque à l'hôpital général de High Wycombe,en 1967. Sa correspondance et celle d'Alix Strachey, environ un millier de lettres, sont conservées à la British Library, et sont éditées en 1985 sous le titre Bloomsbury/Freud: The Letters of James and Alix Strachey, 1924-25.

## Distinctions
- 1967 : prix Schlegel–Tieck de traduction d'allemand en anglais pour Works of Sigmund Freud (Hogarth Press)[13]

## Publications
- « La nature de l’action thérapeutique de la psychanalyse » [1934], in Georges Pragier, Louise de Urtubey & Steven Wainrib (dir.), Interprétation I. Un processus mutatif, Puf, coll. « Monographie », 1999  (ISBN 9782130499206)
- (en) The Standard Edition of the Complete Psychological Works of Sigmund Freud, translated from the German under the General Editorship of James Strachey. In collaboration with Anna Freud. Assisted by Alix Strachey and Alan Tyson, 24 volumes, Vintage, 1999